# Махкамов, Диёр
Диёр Махкамов (узб. Diyor Mahkamov,  03 Ноябрь 1987) — Узбекский эстрадный певец, актер и продюсер 
Помимо пения, Диёр также снимается в фильмах. Свою первую главную роль Диёр сыграл в фильме 1999 года «Мухаббат Синовлари 1».

## Биография
Диёр Махкамов родился 3 ноября 1987 года в Ташкенте. С 1994 по 2005 годы учился в средней школе Ташкента. Затем он поступил в университет и в 2005-2009 годах окончил Ташкентский государственный экономический университет. Певец женился на Нигоре Махкамовой в 2006 году, и сегодня у них трое детей.

## Семья
- Oтец: Данияр Махкамов
- Мама: Махфуза Махкамова
- Брат: Элёр Махкамов
- Супруга: Нигора Махкамова

### Дети
- Шокира Даниярова
- Яхья Данияров
- Фатих Данияров [6][7][8]

## Карьера

### Певческая карьера
Диёр Махкамов начал свою певческую карьеру в 1998 году и продолжается по сей день. Диёр выпустил свои первые песни в 1998 году. Его песня о сиротах вызвала много споров. Ходили слухи, что певица осталась сиротой. Позже Диёр сказал в интервью, что слухи были ложными. В 2001 году певец выпустил свой дебютный альбом «Кутаман». В том же году он дал сольный концерт в Туркестанском дворце искусств в Ташкенте.
В 2003 году выпустил альбом «Болалигим хайр энди» (Прощай, детство). Затем он дал свой второй сольный концерт в 2003 году в зимнем зале Туркестанского дворца искусств в Ташкенте. После этого в карьере певца наступил перерыв. Он учился в университете и женился. Но в этот период его снимали в фильмах.

### Актерская карьера
Диёр играл главных героев в нескольких узбекских фильмах.«Мухаббат Синовлари 1» и «Мухаббат Синовлари 1», в которых Диёр сыграл главную роль, преуспели в прокате, и Диёр получил положительные отзывы за свою роль, несмотря на то, что это был его дебютный фильм. Затем он снялся в нескольких других фильмах, включая «Йгитлар» в 2008 году, Бакст ортидан в 2014 году, Кунлардан бир кун в 2016 году, Маджнун и Вирус в 2017 году.

## Альбомы
| Название            | Название на русском языке | Год выпуска |
| ------------------- | ------------------------- | ----------- |
| Kutaman             | Жду                       | 2001        |
| Bolaligim hayr endi | До свидания детство       | 2003        |

## Музыкальное видео
| Год  | Песня                                                              | Режиссёр                |
| ---- | ------------------------------------------------------------------ | ----------------------- |
| 2004 | "Xалк учун"                                                        |                         |
| 2004 | Дилфуза Рахимова)                                                  |                         |
| 2004 | "Гурурим" (Лола Равшанбековна Юлдашева, Муниса Ризаева и Джорабек) |                         |
| 2008 | "Билмайсан"                                                        | Дилмурод Турдибоев      |
| 2008 | "Имкон"                                                            | Бекзод Тоджиев          |
| 2009 | "Кетаман"                                                          | Рустам Садиев           |
| 2010 | "Балки" (и Мадина Мумтоз)                                          |                         |
| 2012 | "Йолгизим"                                                         | Дилмурод Турдибоев      |
| 2012 | "Болаларнинг онаси" (и Шухрат Каюмов)                              |                         |
| 2013 | Шошилмангиз (и Манзура)                                            |                         |
| 2015 | "Девонагинам" (и Шахзода Мухамедова)                               | Мухаммад Али Искандаров |
| 2015 | "Кет" (и Фаридам)                                                  |                         |
| 2015 | "Севгимиз" (и Азиза Низамова)                                      |                         |
| 2016 | "Сен керак"                                                        |                         |
| 2016 | "Севар едим"                                                       | Джахонгир Ахмедов       |
| 2017 | "Мустахкам оила" (Шухрат Каюмов)                                   |                         |

## Фильмография
Помимо пения, Диёр Махкамов также попробовал себя в актерском мастерстве и снялся в нескольких фильмах. Это упорядоченный в хронологическом порядке список фильмов, в которых снимался Диёр.
| Год  | Фильм                | Источник      |
| ---- | -------------------- | ------------- |
| 1999 | Мухаббат синовлари 1 | [ 17 ]        |
| 2002 | Мухаббат синовлари 2 | [ 18 ]        |
| 2008 | Йигитлар             |               |
| 2014 | Бахт ортидан         |               |
| 2016 | Кунлардан 1 кун      |               |
| 2017 | Маджнун              | [ 19 ] [ 20 ] |
| 2017 | Вирус                |               |

### Продюсер
- 2016 — Кунлардан 1 кун
- 2017 — Маджнун
- 2017 — Вирус

## Награды
- Победитель конкурса «Надежды на независимость-2005».
- Нихол - 2006
- Победитель «Гармонично развитого поколения-2008».
- «Заслуженный артист Узбекистана — 2009»
- Орден 30 лет независимости Узбекистана [21]